# 牛頭角道

1950年代的牛頭角道，圖右的海域已經填平，現在是港鐵牛頭角站的位置

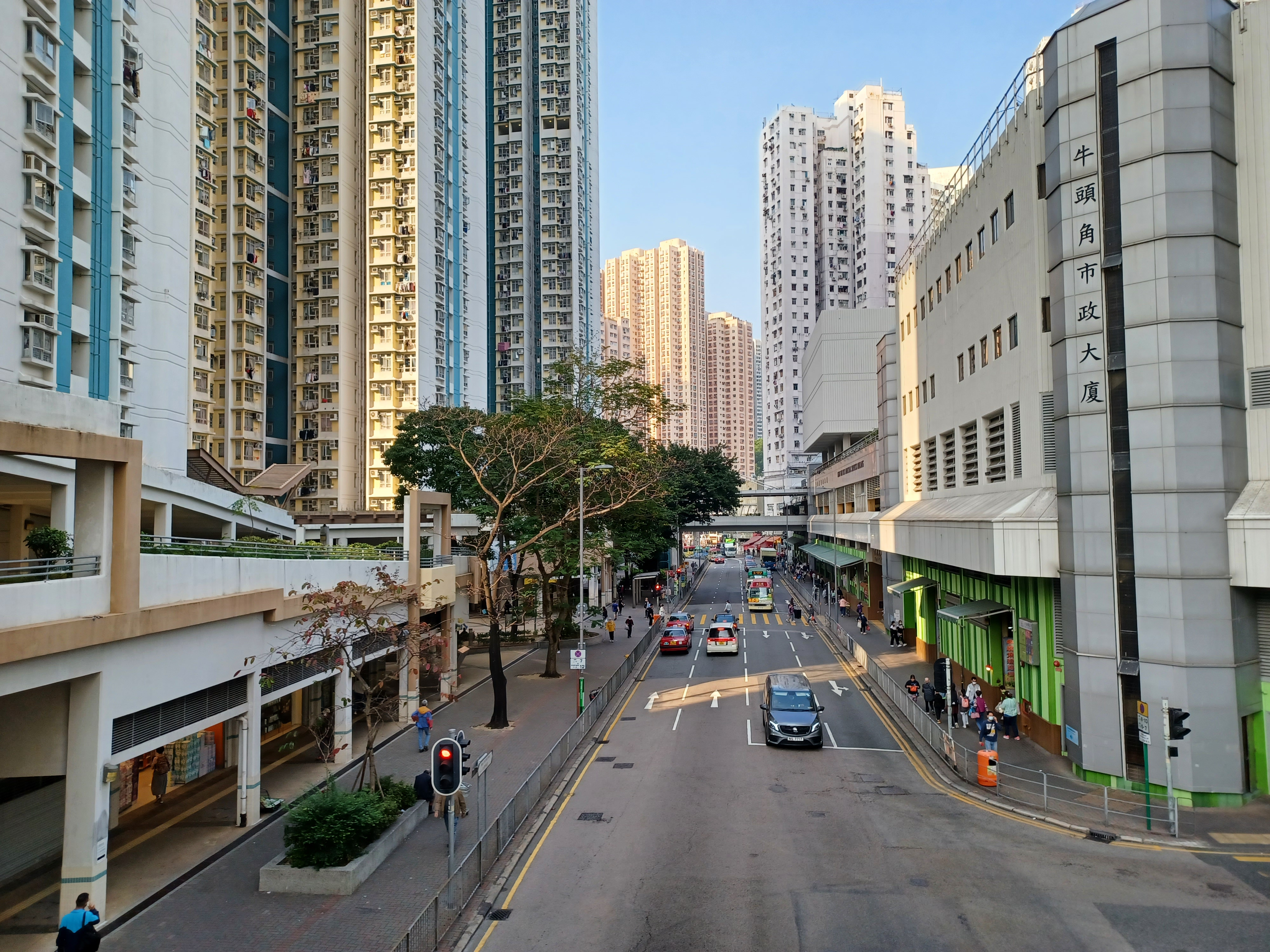
牛頭角道近牛頭角市政大廈

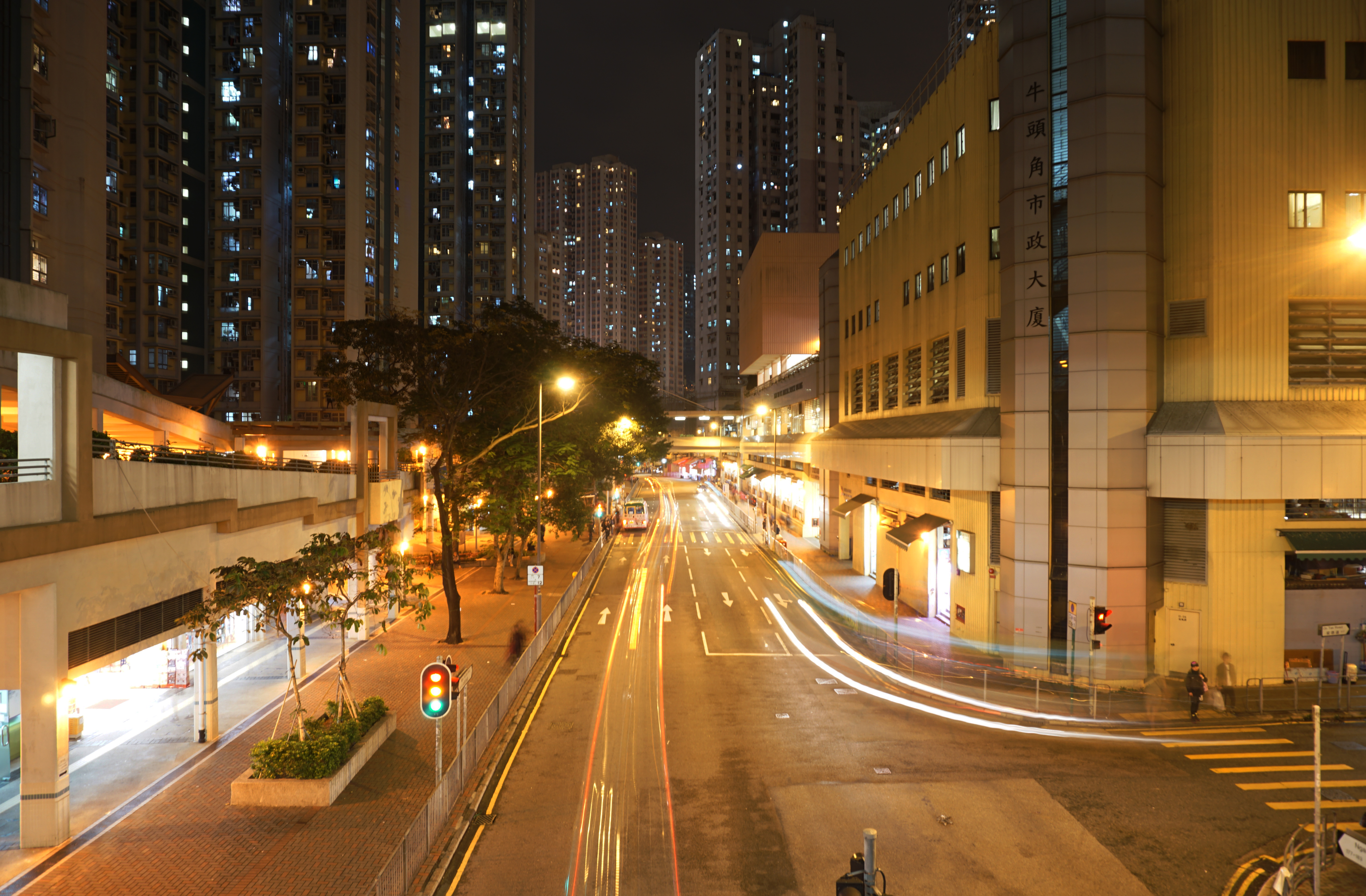
牛頭角道夜景

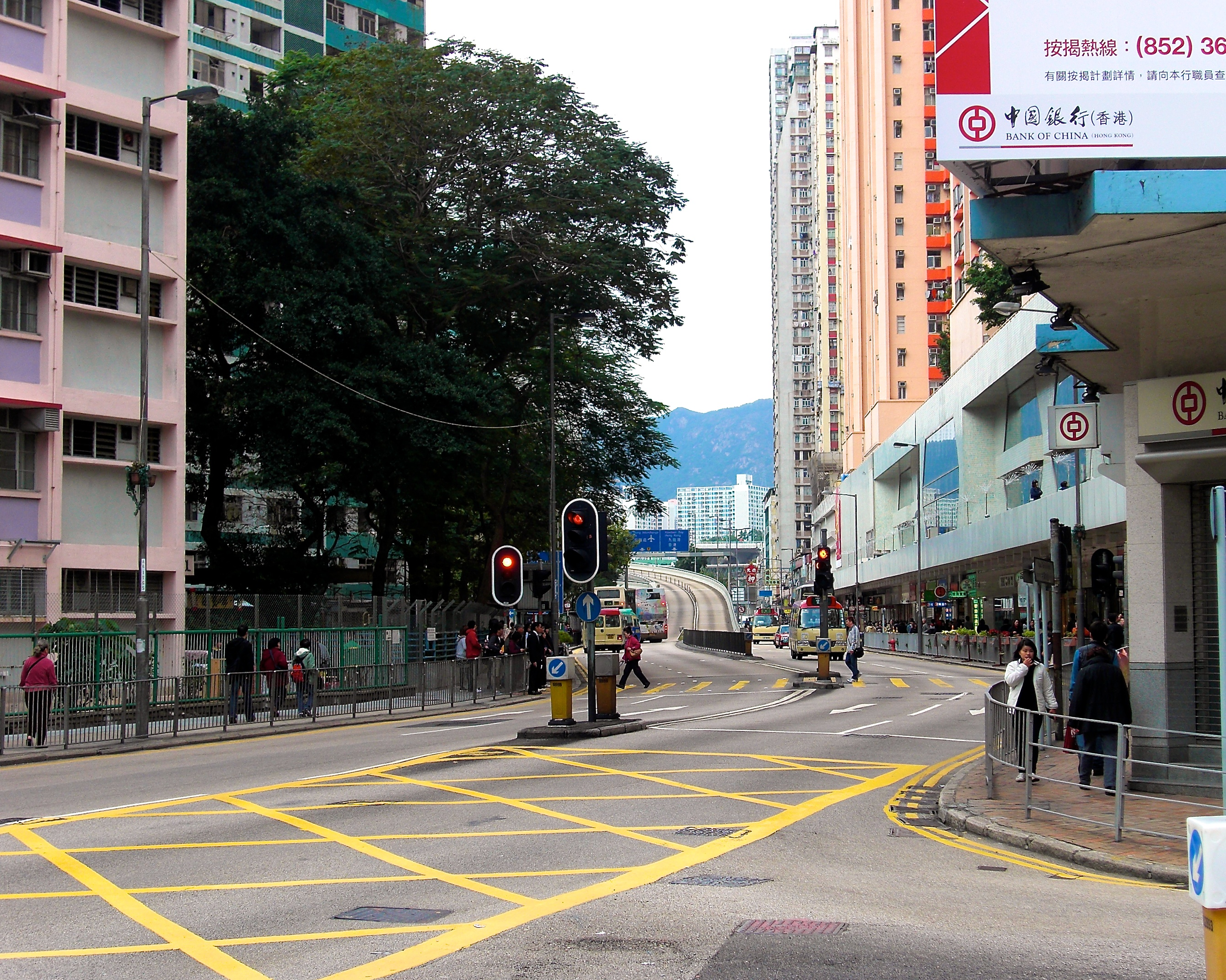
牛頭角道近淘大花園 (2010年)

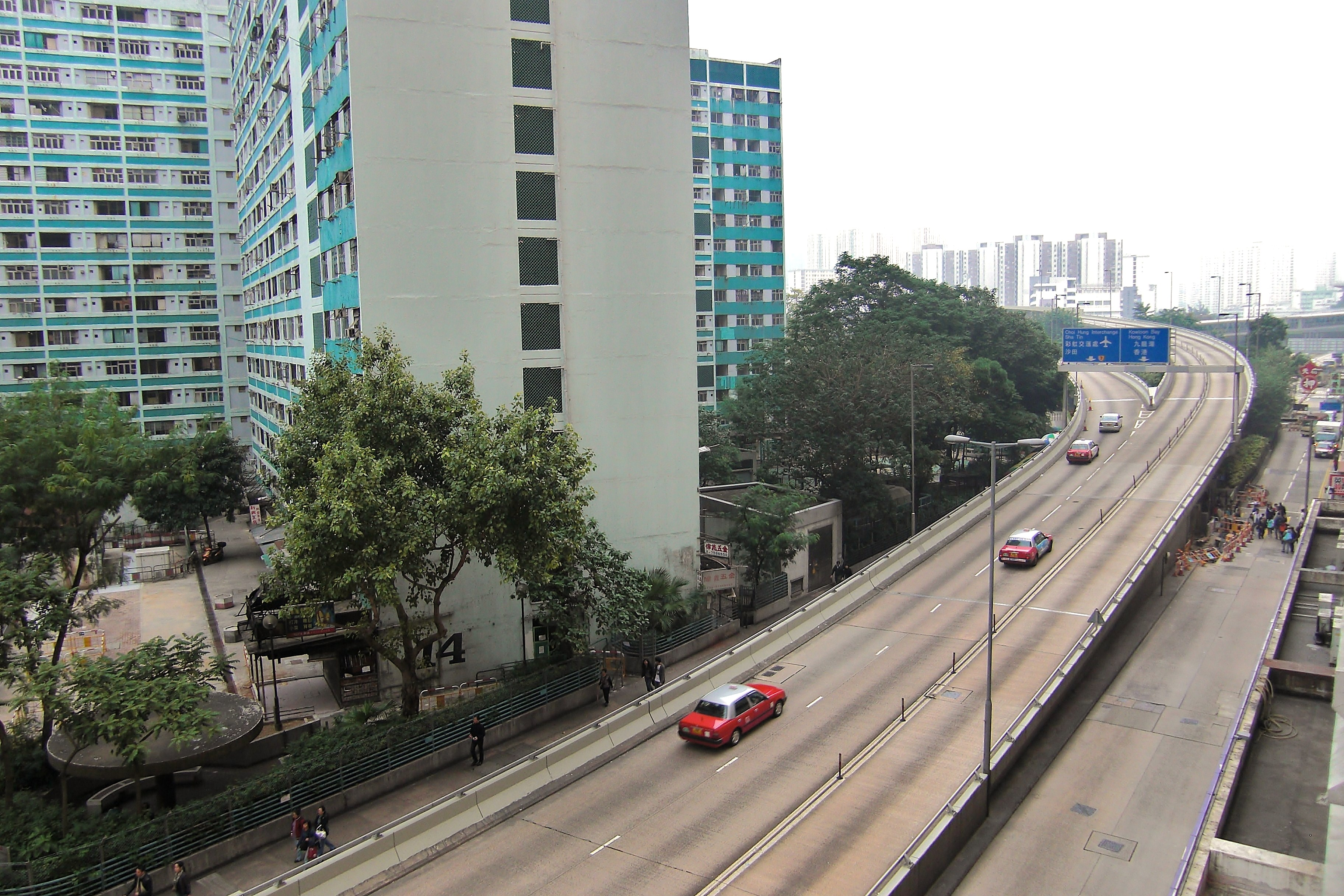
啟祥道天橋一景

牛頭角道（英語：Ngau Tau Kok Road）位於香港九龍東部觀塘區，是該區早期發展時的交通要道，現時大部份路段均是4線雙程行車，另有兩座行車天橋連接九龍灣。

## 歷史
早年牛頭角道原是沿海街道，是九龍半島東部首條行車道路能夠到達當時剛開發的觀塘區。觀塘區被正式落實發展為新市鎮後，九龍灣、牛頭角和觀塘相繼填海，有鑑於大量人口和工廠不斷遷入該區，政府決定在新填海造地時興建更寬闊的觀塘道。現時的牛頭角道已變成位於內陸，與觀塘道相比，亦顯得較為迂迴曲折。
牛頭角和觀塘一帶於1950年代開始發展成為工業和住宅區，兩條主要道路牛頭角道和觀塘道一帶分別建有不少工廠大廈，例如淘化大同（現改建成淘大花園）、美亞、楊耀松等工廠，以及牛頭角和佐敦谷徙置區、定安街和宜安街一帶的私人樓宇。
1980年代，牛頭角道西端以東發展出多個較新型的私人住宅，再加上公營房屋觀塘花園大廈和牛頭角徙置區陸續重建，現在的牛頭角道與發展初期可謂天壤之別。
為了應付交通流量，原先連接牛頭角道西端與觀塘道的誠信路，由1982年起正式封閉，取而代之的是一條連接九龍灣啟祥道和觀塘道的行車天橋。

## 沿線建築物
- 得寶花園（牛頭角道3號）
- 皓日（牛頭角道11號）
- 東九文化中心（牛頭角道60號）
- 淘大花園（牛頭角道77號）
- 牛頭角下邨（牛頭角道120號）
- 牛頭角巴士總站
- 牛頭角市政大廈（牛頭角道183號）
- 牛頭角上邨（安德道15號／牛頭角道189號）
- 觀塘花園大廈（牛頭角道225-285號）
- 鴻鵠臺第一座
- 觀塘官立小學（牛頭角道240號）
- 玉蓮臺（牛頭角道297號）
- 觀塘（雅麗道）巴士總站
- 港鐵牛頭角站
- 裕民中心（牛頭角道300-302號）
- 官塘立成大廈（牛頭角道305-325A號）

## 沿線街道交界
- 觀塘道
- 啟祥道
- 福淘街
- 佐敦谷北道
- 振華道
- 安德道
- 定安街
- 常怡道
- 安善道
- 雅麗道
- 聯安街
- 馬蹄徑
- 通明街
- 康寧道

## 圖片集

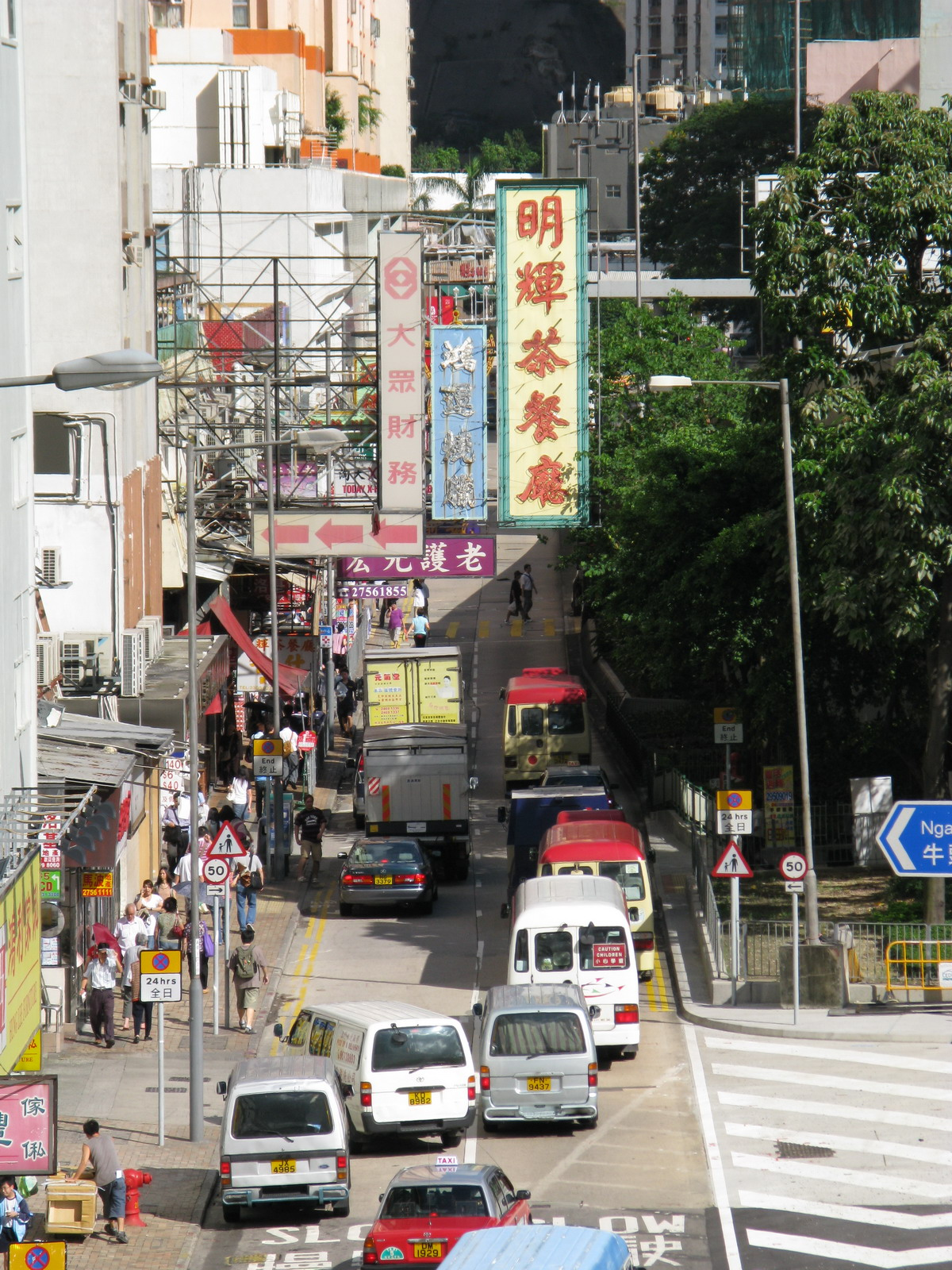
牛頭角道之西北端街口
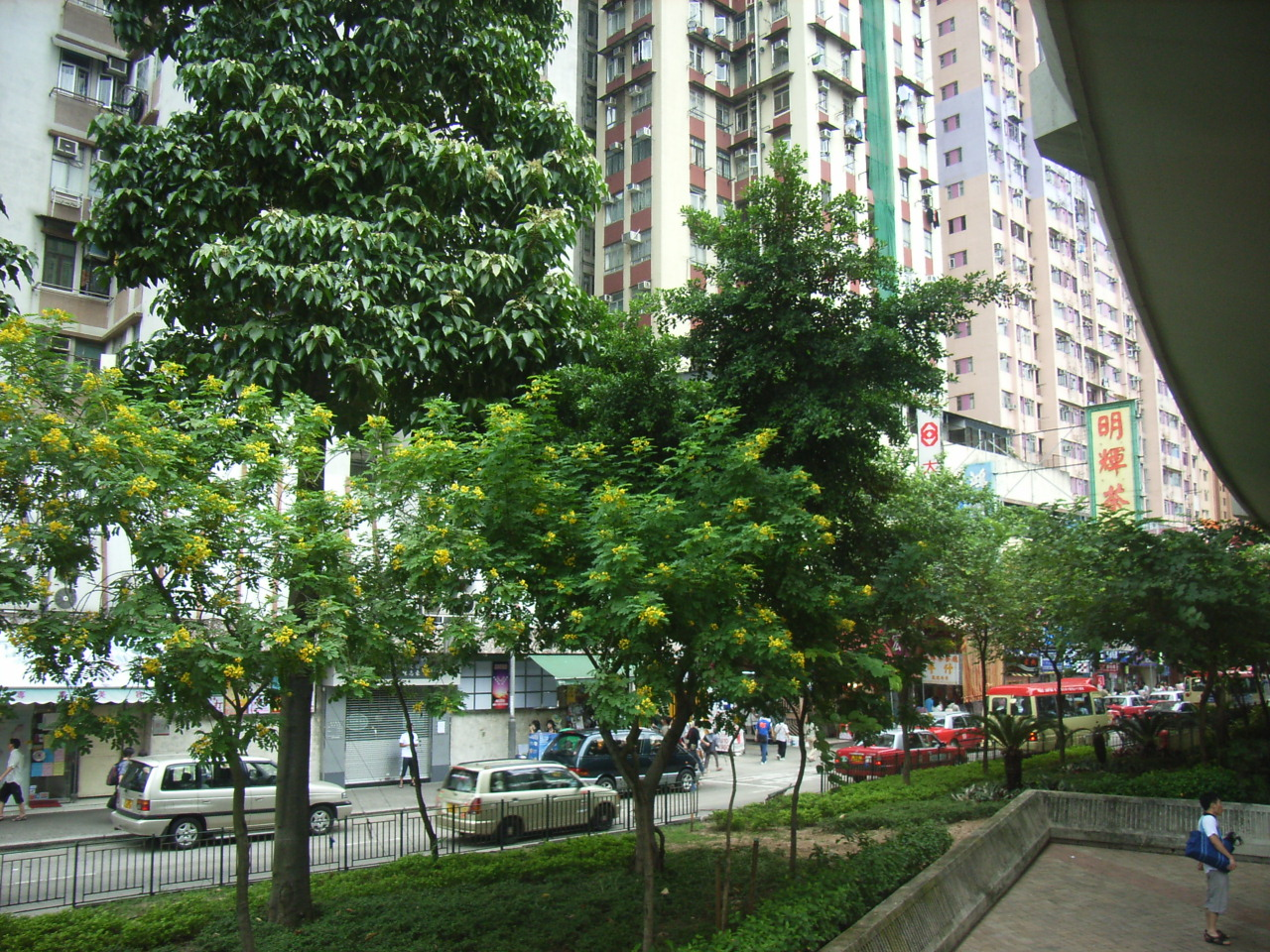
牛頭角道天橋休憩花園
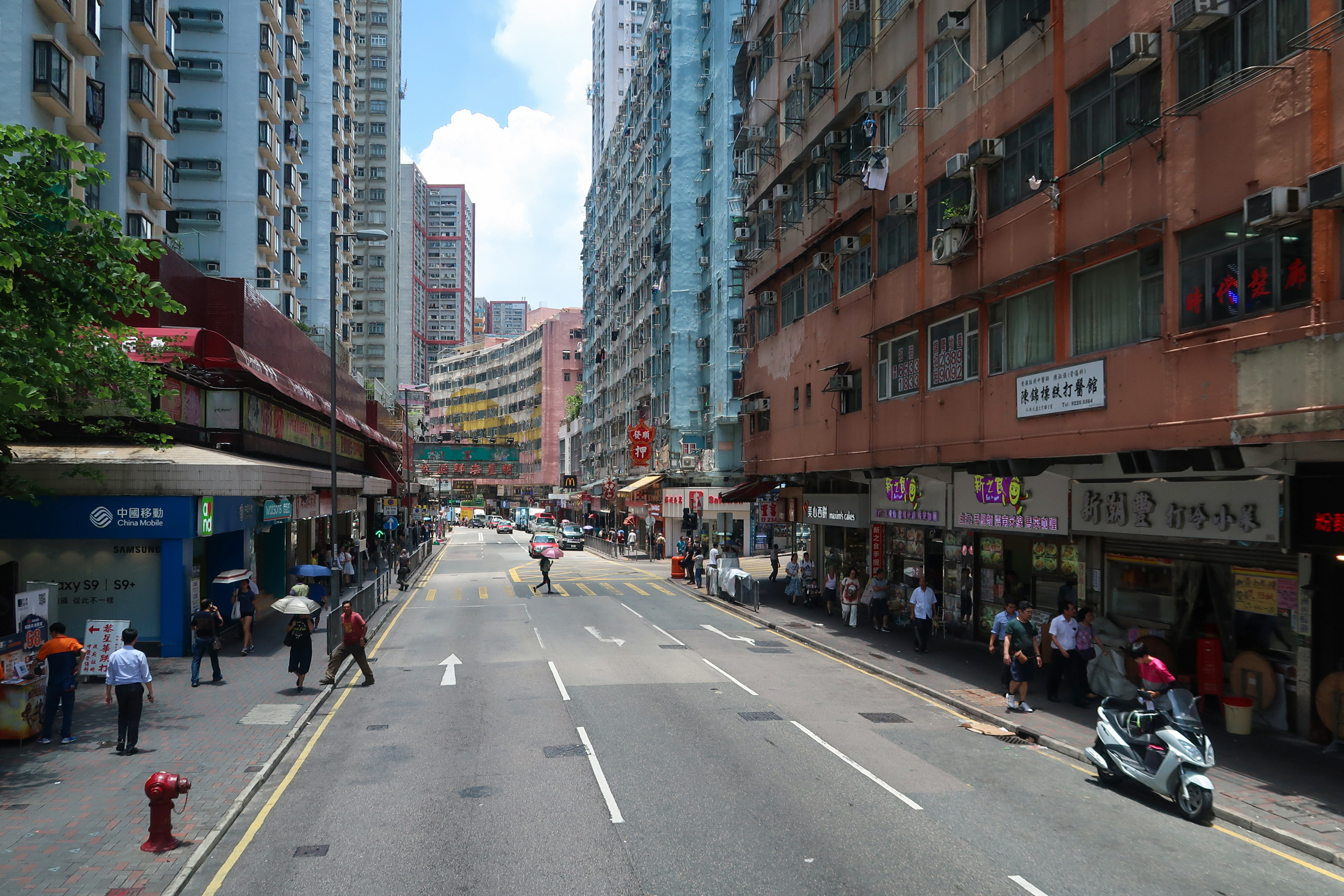
牛頭角道近裕民中心
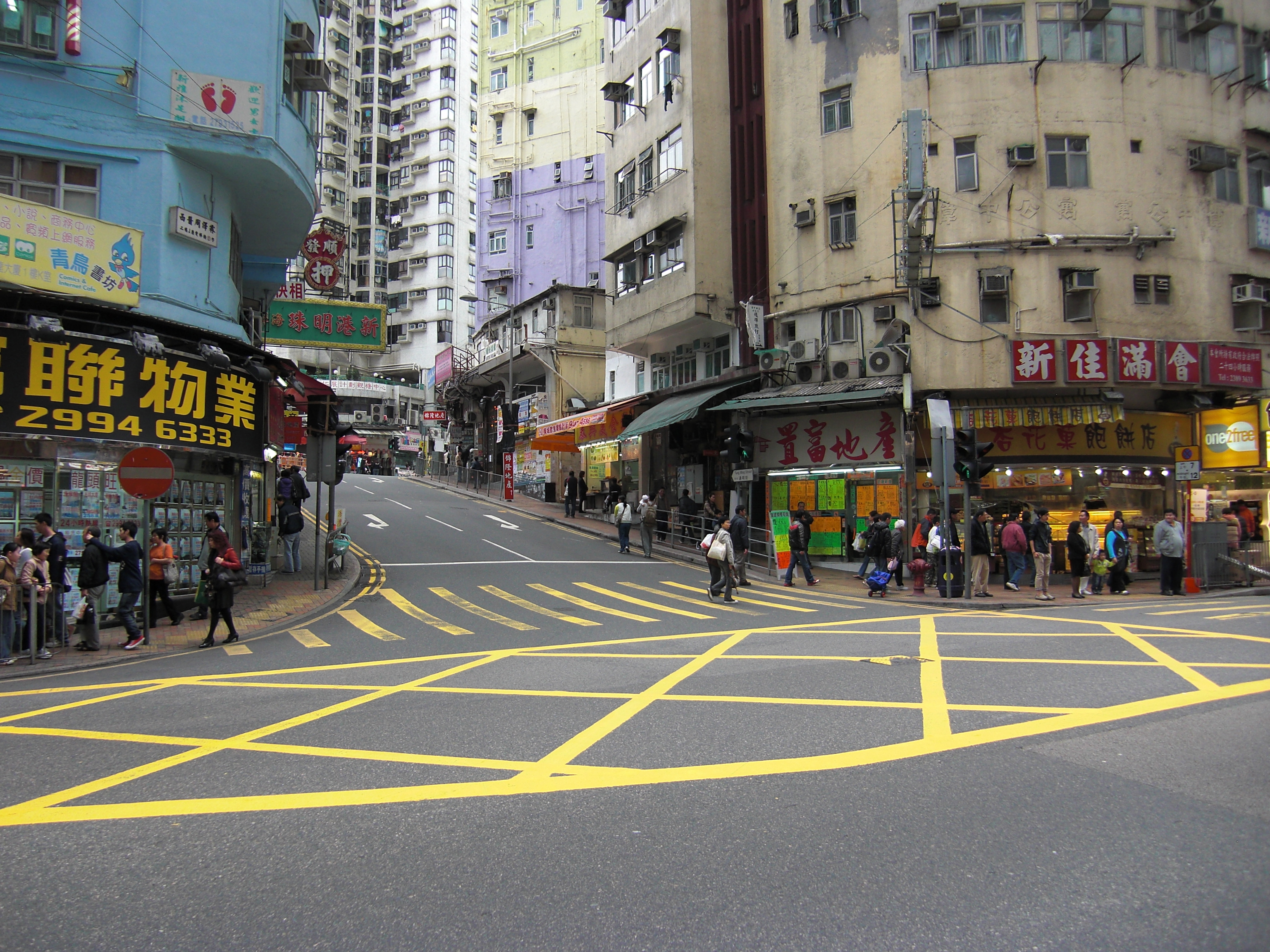
牛頭角道與通明街之交界
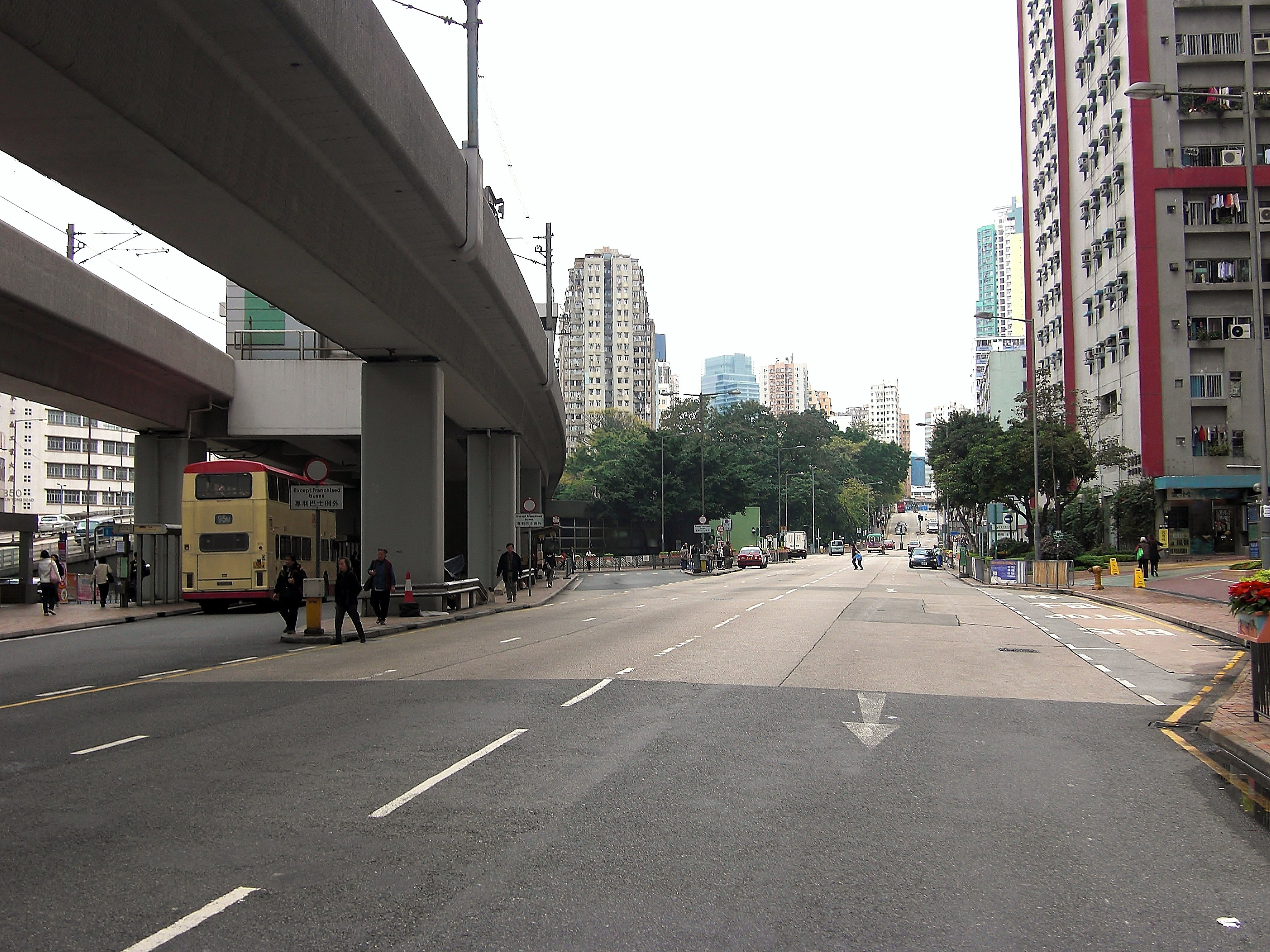
牛頭角港鐵站附近一段牛頭角道
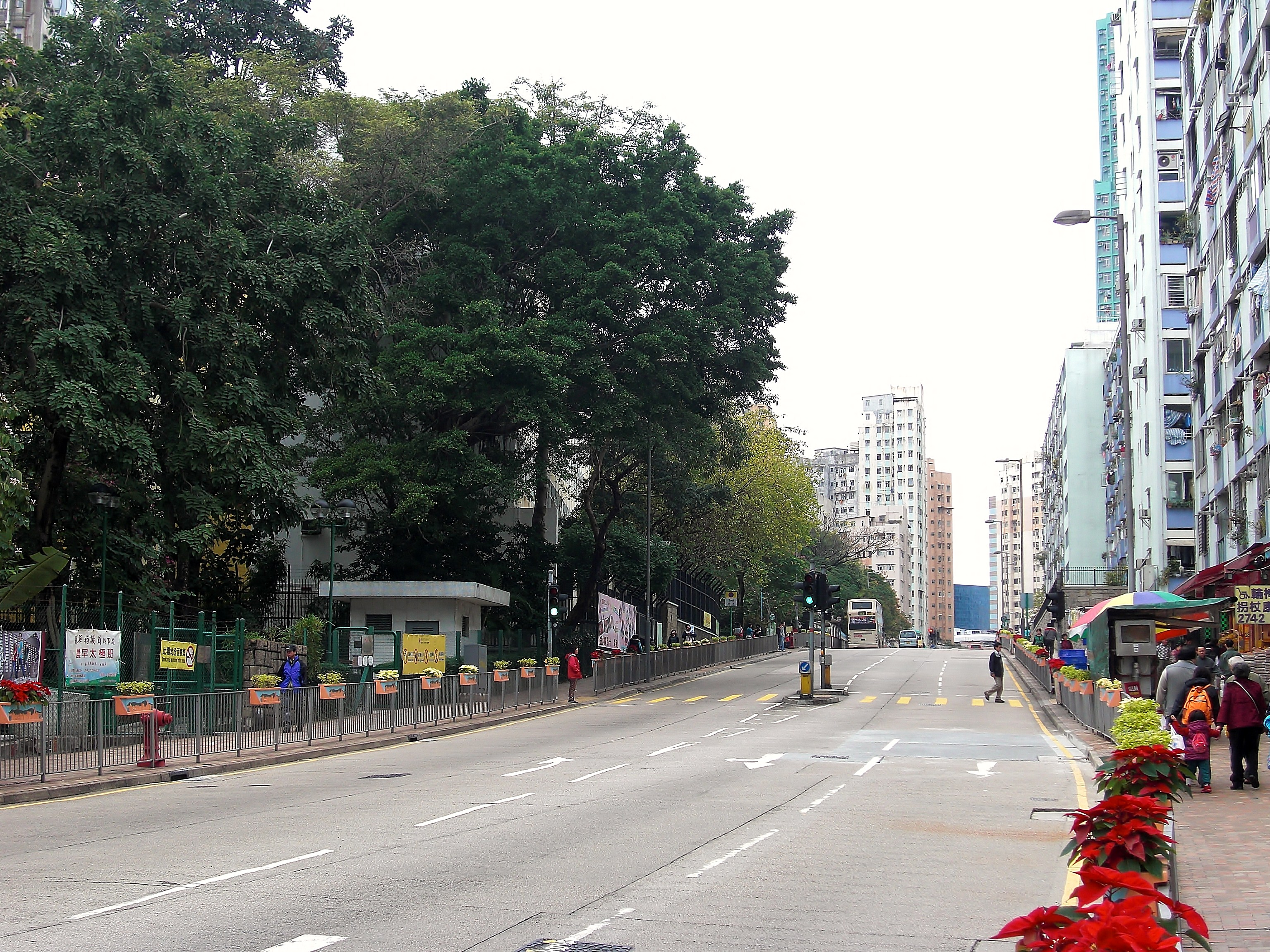
從牛頭角道近官塘官立小學向西望
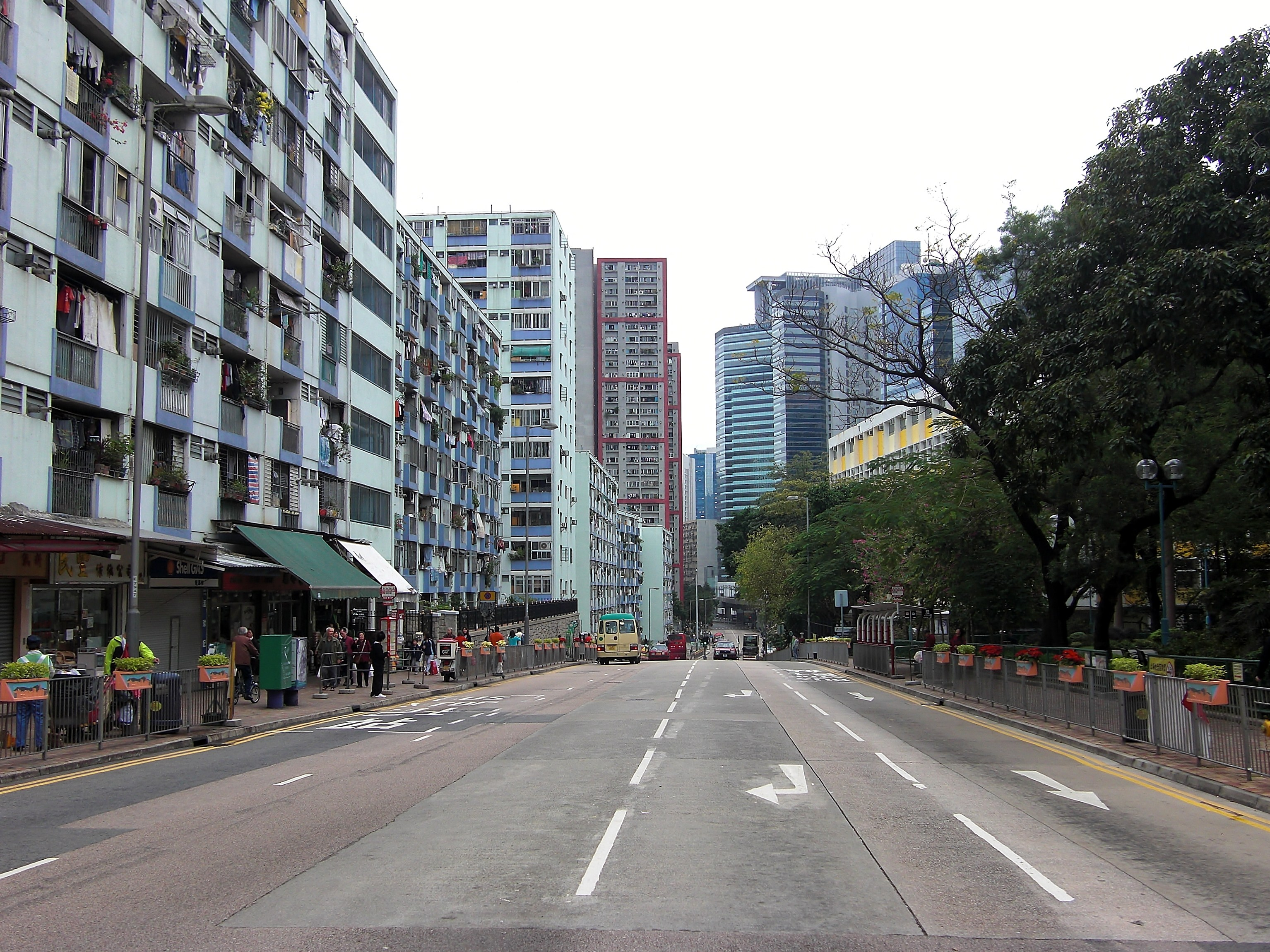
從牛頭角道近官塘官立小學向東南望
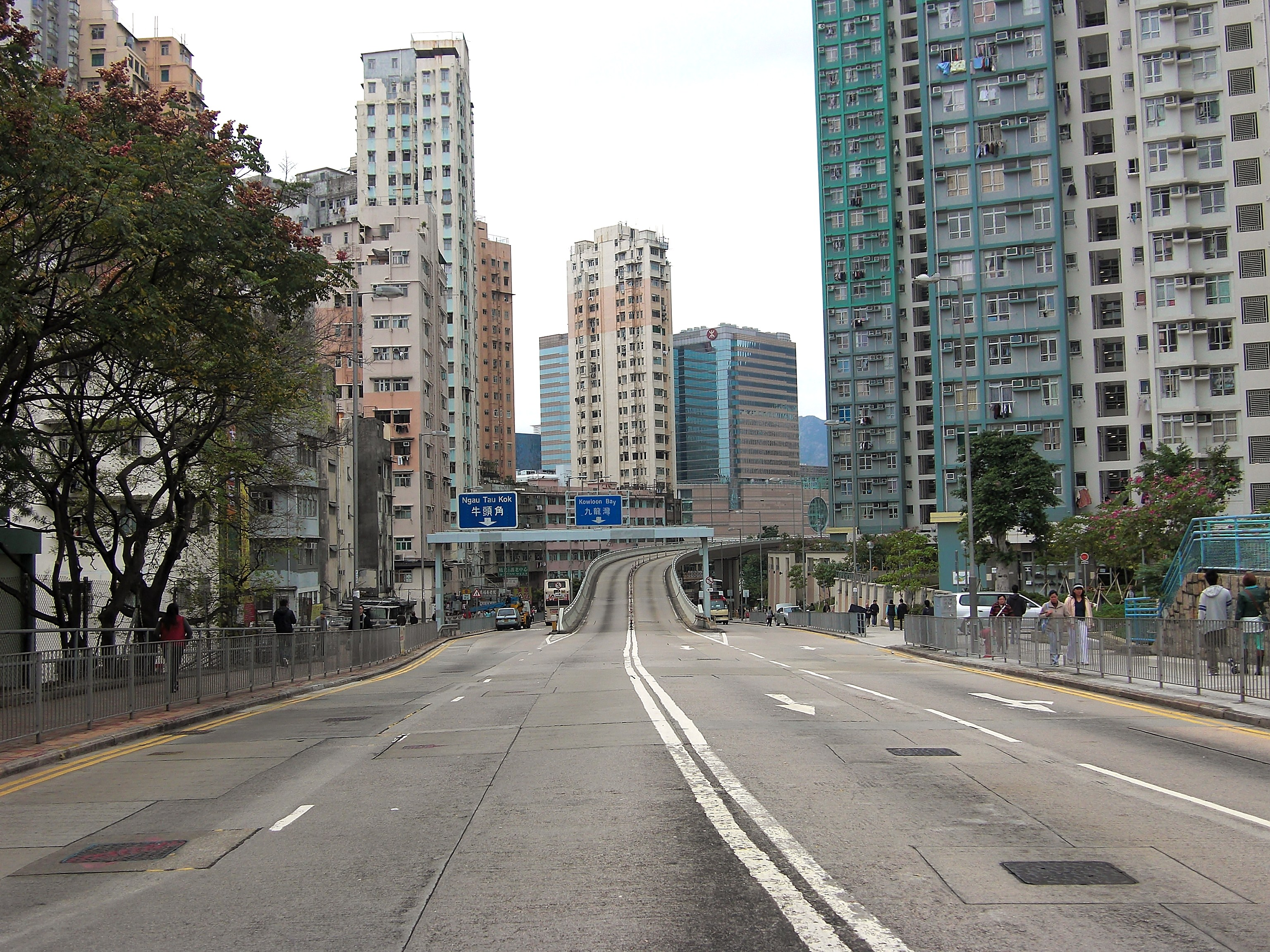
從牛頭角道近牛頭角上邨第二期向西北望
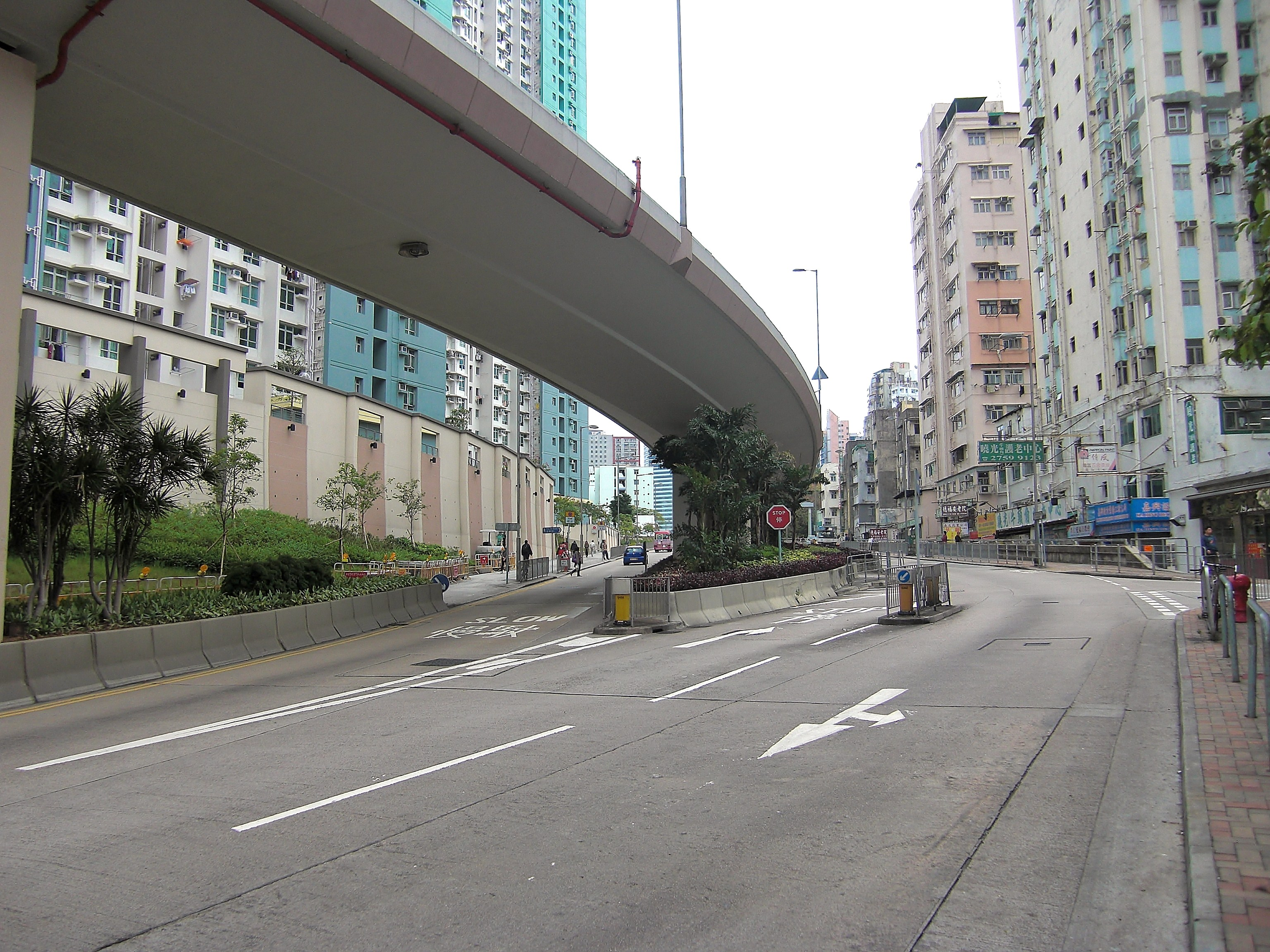
牛頭角道與定安街交界一景
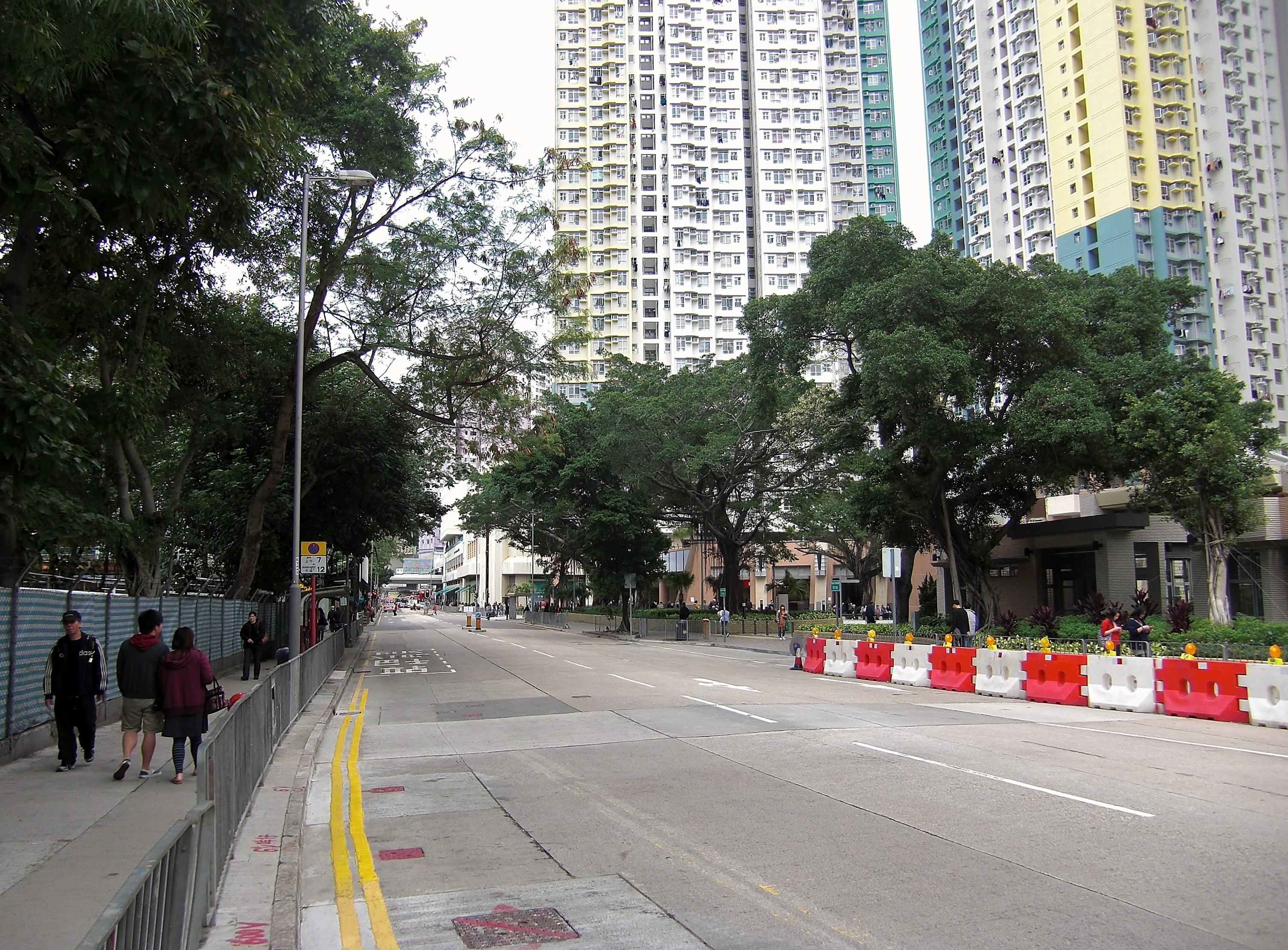
從牛頭角道近牛頭角上邨向北望

## 外部連結
- 牛頭角道地圖 （页面存档备份，存于）